# Gare de La Villette-Saint-Prest
La gare de La Villette-Saint-Prest est une gare ferroviaire française de la ligne de Paris-Montparnasse à Brest, située sur le territoire de la commune de Saint-Prest, quartier de La Villette, dans le département d'Eure-et-Loir, en région Centre-Val de Loire.
C'est une gare de la Société nationale des chemins de fer français (SNCF) desservie par les trains du réseau TER Centre-Val de Loire.

## Situation ferroviaire

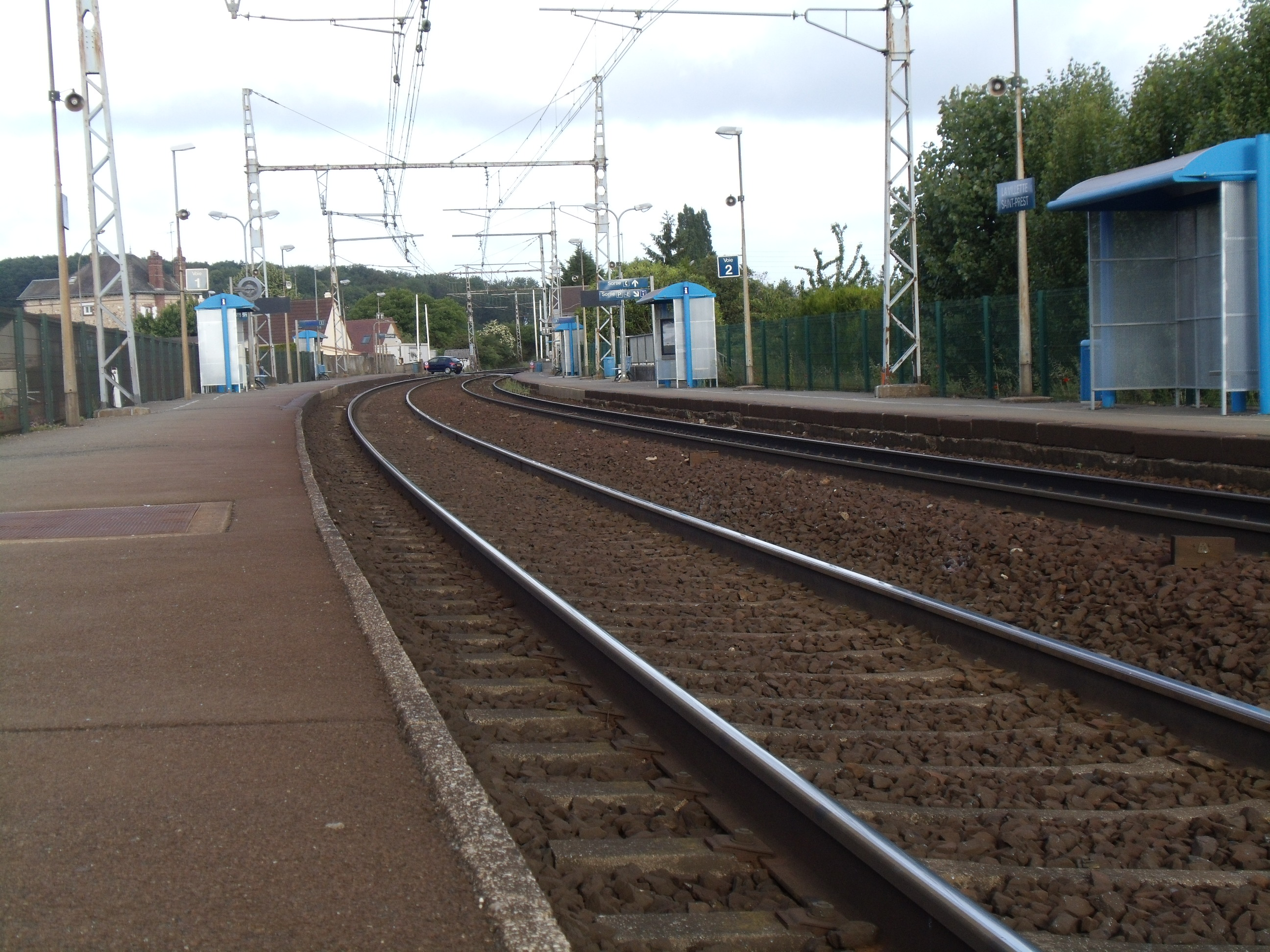
Vue générale de la gare.

Établie à 124 m d'altitude, la gare de La Villette-Saint-Prest est située au point kilométrique (PK) 81,527 de la ligne de Paris-Montparnasse à Brest, entre les gares ouvertes de Jouy et Chartres.

## Histoire

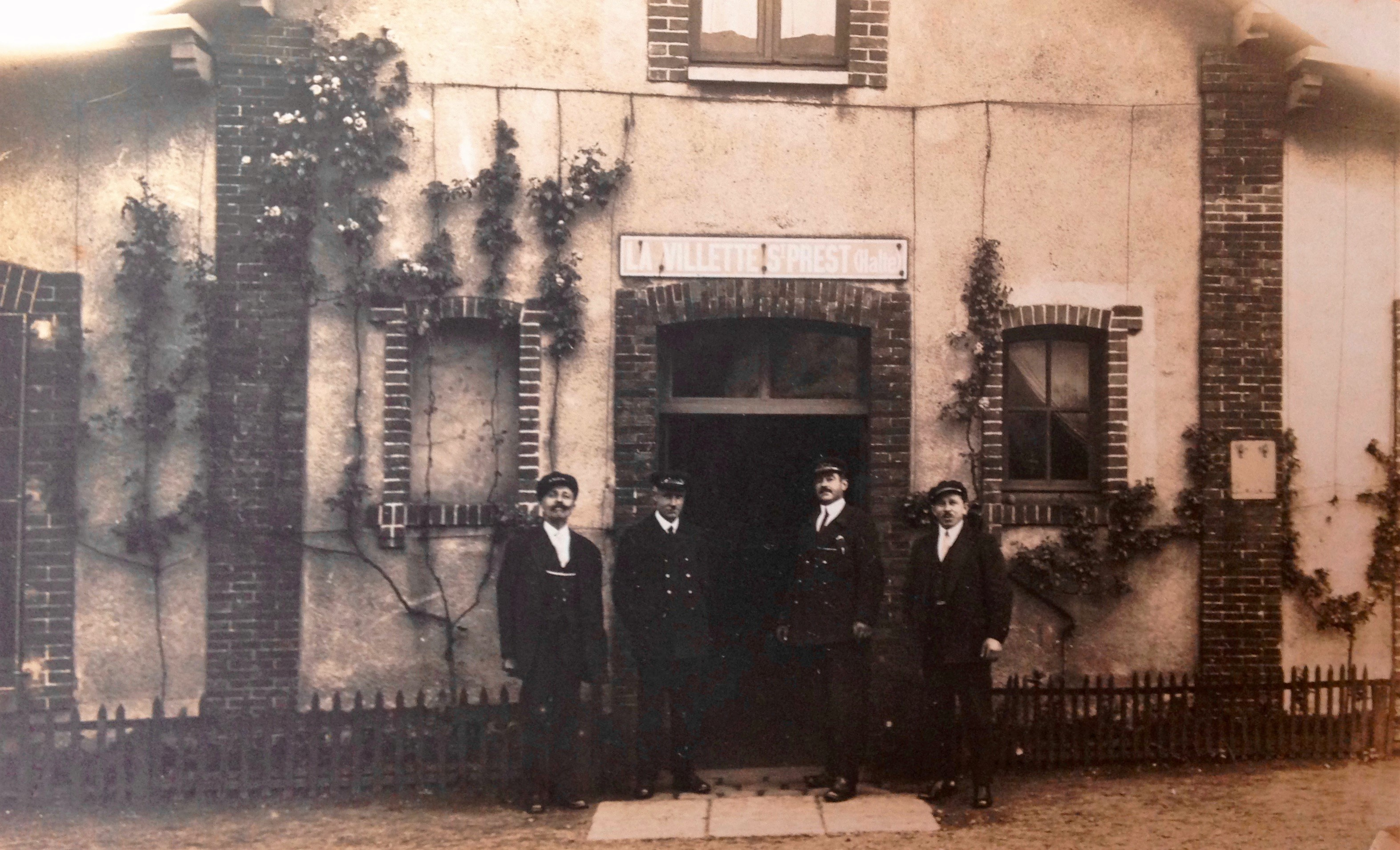
Halte de La Villette-Saint-Prest, années 1920.

Le tronçon entre la gare de Versailles-Chantiers et la gare de Chartres est mis en service le 12 juillet 1849.
En 2023 et durant les quatre années précédentes, la fréquentation annuelle de la gare s'élève, selon les estimations de la SNCF, aux nombres indiqués dans le tableau ci-dessous.
| Année           | 2023    | 2022   | 2021   | 2020   | 2019   | 2018   | 2017   | 2016   | 2015    |
| --------------- | ------- | ------ | ------ | ------ | ------ | ------ | ------ | ------ | ------- |
| Voyageurs seuls | 100 086 | 91 140 | 74 462 | 68 967 | 93 032 | 86 348 | 92 946 | 96 104 | 105 602 |

## Service des voyageurs

### Accueil
Elle est équipée de deux quais latéraux encadrant deux voies. Le changement de quai se fait par un passage à niveau à l'extrémité ouest ainsi que par un passage souterrain situé en milieu de quai.

### Dessertes
La gare est desservie par des trains du réseau TER Centre-Val de Loire circulant entre Paris-Montparnasse et Chartres. En 2013, 15 à 16 trains par sens s’y arrêtent en semaine.
Le temps de trajet est d'environ 5 minutes depuis Chartres et 1 heure 5 minutes depuis Paris-Montparnasse.

### Intermodalité
La gare est desservie par les lignes D02 et D03 du réseau Transbeauce.